# Agutí centreamericà
L'agutí centreamericà o nyeque (Dasyprocta punctata) és una espècie de rosegador histricomorf de la família dels dasipròctids que es troba des del sud de Mèxic i Centreamèrica fins al nord de l'Argentina. El seu hàbitat principal són els boscos situats a menys de 2.000 msnm.

## Característiques
Són de mida semblant a un conill, esquena arrodonida, potes llargues i primes. El color varia des de cafè fosc i cambres del darrere ataronjades, finament esquitxat amb color negre fins cafè clar en la part davantera, o bé amb la part mitjana de l'esquena de color ataronjat i les cambres del darrere de color negre / crema. Els pèls són llargs en les cames posteriors, de vegades són erectes i en forma de ventall. Les orelles són nues, rosades, amb els extrems arrodonits. Les potes davanteres tenen quatre dits i les del darrere tres, amb ungles.

## Comportament
Són animals predominantment diürns, solen formar parelles que poden al seu torn formar petits grups. Utilitzen com a refugi coves excavades a terra, també es refugien sota de troncs caiguts o obertures entre pedres. Encara que és esquerp en regions on es caça, en certes àrees protegides amb gran afluència de visitants, es mostra dòcil i fàcil de veure. És més actiu a la fi de la tarda, just abans de fosquejar. Una parella monògama comparteix un territori però volten per separat. Les cries viuen soles en un forat on la mare no entra, i les crida per alimentar-les i pendre-hi cura.

## Reproducció
Les femelles pareixen 1 o 2 cries ben desenvolupades. Poc després del naixement, la mare porta els cadells a un petit forat de niu. Els cadells són independents als 4 a 5 mesos.